# Mirafra apiata
A Mirafra apiata a madarak osztályának verébalakúak (Passeriformes) rendjébe, ezen belül a pacsirtafélék (Alaudidae) családjába tartozó faj.

## Rendszerezése
A fajt Louis Pierre Vieillot francia ornitológus írta le 1816-ban, az Alauda nembe Alauda apiata néven.

## Alfajai
- Mirafra apiata apiata (Vieillot, 1816) - délnyugat-Namíbia, a Dél-afrikai Köztársaság belső része és partvidéke Fokvárostól északra;
- Mirafra apiata marjoriae (Winterbottom, 1956) - a Dél-afrikai Köztársaság belső része és partvidéke Fokvárostól keletre.

## Előfordulása
Afrika déli részén, a tengerparti sávban, a Dél-afrikai Köztársaság és  Namíbia területén honos. Természetes élőhelyei a mediterrán típusú cserjések, szubtrópusi és trópusi gyepek és cserjések, sziklás környezetben, valamint legelők és szántóföldek. Állandó, nem vonuló faj.

## Megjelenése
Testhossza 14 centiméter, testtömege 26-44 gramm.

## Életmódja
Többnyire rovarokkal táplálkozik, de fűmagokat is fogyaszt.  Augusztustól októberig költ.

## Természetvédelmi helyzete
Az elterjedési területe nagyon nagy, egyedszáma viszont csökken, de még nem éri el a kritikus szintet. A Természetvédelmi Világszövetség Vörös listáján nem fenyegetett fajként szerepel.